# 東武エンジニアリング
東武エンジニアリング株式会社（とうぶエンジニアリング）は、東武鉄道が100%出資する子会社で、東武鉄道が保有する線路の保全・管理、鉄道土木施設や電気設備、電気通信設備、建築施設の保守・検査業務を担う企業である。また、人材は東武鉄道本体の工務・電気部門に出向（人材交流）という扱いで配属されることがある。また、社内の一定の資格を取得した後、東武鉄道本体の保守・検査部門の管理者や本社部門に転籍することも可能である。

## 他の主な子会社
- 東武ステーションサービス株式会社（駅運営・旅行案内業務）
- 東武インターテック株式会社（車両メンテナンス）